# Paul Schmidt (Dolmetscher)

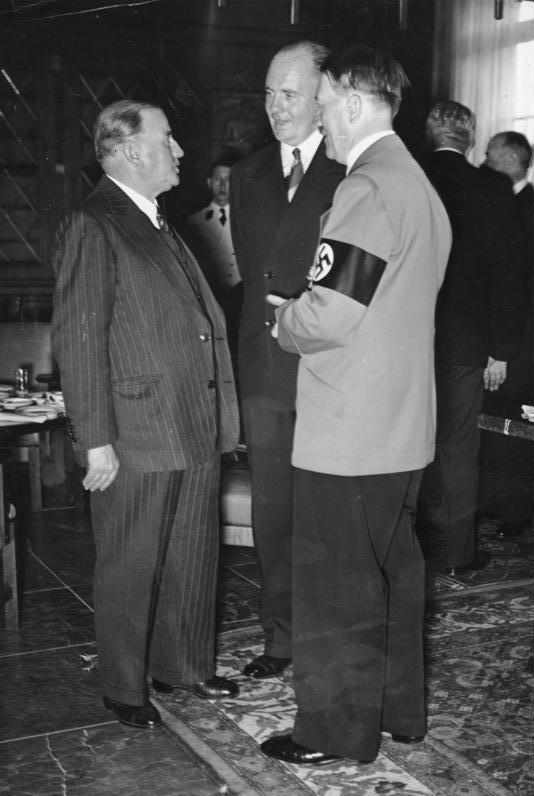
Paul Otto Schmidt (Mitte) dolmetscht zwischen Édouard Daladier und Adolf Hitler (1938)

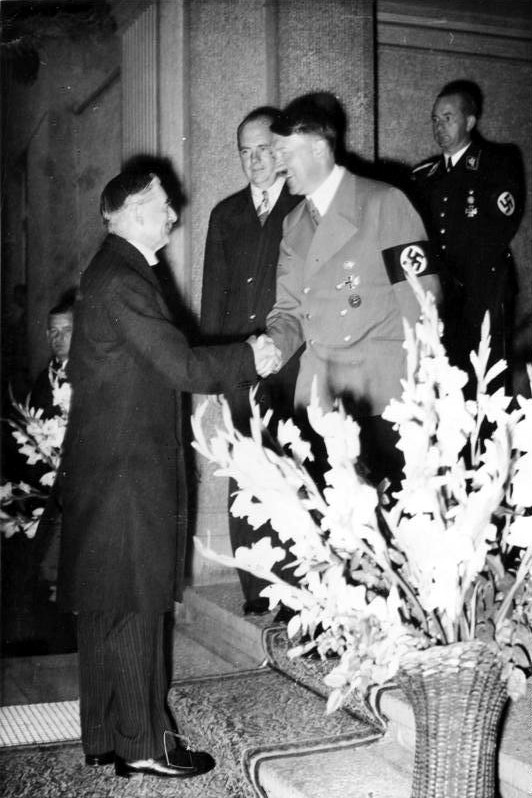
Paul Otto Schmidt (Mitte) dolmetscht zwischen Neville Chamberlain und Hitler. Bad Godesberg, 24. September 1938

Paul Otto Gustav Schmidt (* 23. Juni 1899 in Berlin; † 21. April 1970 in Gmund) war ein deutscher Dolmetscher. Von 1923 bis 1945 arbeitete er im Sprachendienst des Auswärtigen Amts unter den Außenministern Gustav Stresemann (1923–29), Julius Curtius (1929–31), Heinrich Brüning (1931–32), Konstantin Freiherr von Neurath (1932–38) und Joachim von Ribbentrop (1938–45).
In der Öffentlichkeit wurde er vor allem als „Hitlers Dolmetscher“ bekannt, obwohl er zuvor schon zehn Jahre für demokratische Reichsregierungen und davon sechs Jahre für den Friedensnobelpreisträger Stresemann tätig gewesen war. Bei den Nürnberger Prozessen wurde Schmidt mehrfach als Zeuge vernommen.
1949 veröffentlichte er seine Memoiren unter dem Titel Statist auf diplomatischer Bühne – Erlebnisse des Chefdolmetschers im Auswärtigen Amt mit den Staatsmännern Europas, das sich zu einem Bestseller entwickelte. Von 1952 bis 1967 war Schmidt Direktor des heute noch bestehenden Sprachen- und Dolmetscher-Instituts München.

## Leben
Paul Otto Gustav Schmidt wurde 1899 in Berlin als Sohn des Eisenbahnsekretärs Gustav Schmidt geboren. Er besuchte die Siemens-Oberrealschule in Charlottenburg und machte 1917 das Notabitur. 1917/1918 nahm Schmidt als Gefreiter bei den Infanterieregimentern 40, 471 und 172 am Ersten Weltkrieg teil und wurde an der Westfront verwundet. Danach studierte er von 1919 bis 1923 neuere Sprachen in Berlin und arbeitete gleichzeitig für eine US-amerikanische Zeitungsagentur. Er sprach Englisch, Französisch, Italienisch, Niederländisch, Polnisch, Slowakisch, Spanisch und Tschechisch.
Ab 1921 nahm er an Kursen des Auswärtigen Amts zur Ausbildung von Konferenzdolmetschern teil, bei denen er sich bereits durch seine herausragenden Gedächtnisleistungen hervortat. 1923 wurde er zum Dr. phil. promoviert. Im Juli 1923 erhielt er – noch während der Examensvorbereitungen – den ersten Auftrag vom Sprachendienst des Auswärtigen Amts für den Ständigen Internationalen Gerichtshof in Den Haag.
Anschließend war Schmidt kurz im Fremdsprachenamt der Reichsregierung tätig. Ab 1923 arbeitete er als Dolmetscher im Auswärtigen Amt. Unter Gustav Stresemann stieg Schmidt ein Jahr später zum Chefdolmetscher auf und behielt diese Funktion auch nach der Machtübernahme der Nationalsozialisten bis 1945. Er war in dieser Rolle an den Verträgen von Locarno beteiligt und nahm auch an vielen weiteren internationalen Konferenzen teil.
Schmidt wurde 1933 zum Legationssekretär, 1935 zum  Legationsrat, 1938 zum Vortragenden Legationsrat, Gesandter II. Klasse, und 1940 zum Ministerialdirigenten, Gesandter I. Klasse, befördert. Von 1939 bis 1945 hatte er die Leitung des Ministerbüros inne.
Schmidt trat am 15. November 1937 in die SS ein und wurde am 9. November 1940 zum SS-Standartenführer befördert. Zum 1. Januar 1942 trat er unter der Mitgliedsnummer 8.981.252 in die NSDAP ein.
Als der Schweizer Gesandte Peter Anton Feldscher am 12. Mai 1943 im Auftrag der britischen Regierung beim Auswärtigen Amt anfragte, ob Bereitschaft bestehe, 5000 jüdische Kinder aus dem deutschen Herrschaftsbereich nach Palästina ausreisen zu lassen, erarbeitete dessen für „Judenangelegenheiten“ zuständiges Referat Inland II unter Horst Wagner und Eberhard von Thadden eine propagandistische Zurückweisung dieses im Amtsjargon als Feldscher-Aktion bezeichneten Rettungsversuches, die auch Schmidt als Büroleiter Ribbentrops vorgelegt wurde und die er am 29. Juni 1943 mit dem handschriftlichen Vermerk versah: „,Ich halte das vorgeschlagene Verfahren für ausgezeichnet […].‘“
Die letzte Amtshandlung Schmidts als Leiter des Ministerbüros im Auswärtigen Amt im April 1945 war laut dem Historiker Hans-Jürgen Döscher die Vernichtung geheimer Dokumente, so dass die Alliierten in der Wilhelmstraße 74 nur noch leere Panzerschränke vorfanden.
Im Mai 1945 wurde Schmidt von den Amerikanern verhaftet und interniert. Er gehörte zu den Diplomaten, die bei ihren Verhören durch die Alliierten im Oktober 1945 den deutschen Überfall auf die Sowjetunion am 22. Juni 1941 „nicht etwa als Eskalation des deutschen Angriffskrieges, sondern als notwendigen strategischen Schritt zur Selbstverteidigung werteten“. 1948 wurde Schmidt aus der Haft entlassen. 1950 erfolgte vor der Spruchkammer Miesbach seine Einstufung als „Entlasteter“, woraufhin er seine Tätigkeit als Übersetzer und Dolmetscher fortsetzte.

Bei der Bundestagswahl 1953 kandidierte er für die rechtskonservative Deutsche Partei, deren Landesvorsitzender in Bayern er war, verpasste jedoch den Einzug ins Parlament. Im Wintersemester 1952/53 wurde er Direktor des Sprachen- und Dolmetscher-Instituts München, das er 15 Jahre lang leitete und maßgeblich prägte. In seiner Amtszeit stieg die Zahl der Sprachenschüler von 150 auf 1.550. 1967 ging er in den Ruhestand. Die Wochenzeitung Die Zeit schrieb zu seinem Ausscheiden:
Das Dolmetscherinstitut [...] war in der Anlage eine Sprachenschule wie andere auch, ohne Aussicht, sich mit Universitätsinstituten wie Saarbrücken, Heidelberg oder Germersheim/Mainz messen zu können. [...] Heute heißt es im Volksmund „Schmidt-Schule“ und wird, im Gegensatz etwa zu den städtischen Sprachenschulen mit den Hochschulen in einem Atemzug genannt. [...] Die Anforderungen sind hochgeschraubt; die Übungen sind schwerer als die Prüfungen, die Prüfungen schwerer als die Praxis.
 Ein 1965 gegen Schmidt aufgrund seiner positiven Stellungnahme im Juni 1943 zur Verhinderung der Ausreise von 5000 jüdischen Kindern nach Palästina eingeleitetes staatsanwaltschaftliches Ermittlungsverfahren wegen Mordes wurde im April 1970 infolge von Schmidts Tod eingestellt.

## MemoirenStatist auf diplomatischer Bühne
Statist auf diplomatischer Bühne.1923–1945. Erlebnisse des Chefdolmetschers im Auswärtigen Amt mit den Staatsmännern Europas nannte Schmidt seine in der Tendenz apologetischen Memoiren von 1949, in denen er seine persönlichen Erinnerungen an 21 Jahre europäischer Außenpolitik als Ohrenzeuge aus nächster Nähe darstellte.
Beginnend mit seinen Fronterfahrungen im Ersten Weltkrieg bei der deutschen Frühjahrsoffensive 1918, beschreibt Schmidt in der Folge seinen ersten Einsatz im Alter von 24 Jahren als aushilfsweiser Konferenzdolmetscher vor dem Ständigen Internationalen Gerichtshof in Den Haag. Dann schildert er den Weg von der Londoner Konferenz (1924) mit Dawes-Plan und Ruhrbesetzung zum Vertrag von Locarno und die Rolle, die Aristide Briand und Gustav Stresemann dabei spielten; ferner die Genfer Abrüstungsverhandlungen im Rahmen des Völkerbunds, an denen Heinrich Brüning teilnahm, später Ribbentrops Abschluss des Hitler-Stalin-Pakts bis hin zum Einsetzen einer französischen Marionettenregierung im Oktober 1944 in Sigmaringen.
Da Schmidt aufgrund der damaligen Übersetzungstechnik (bei der grundsätzlich geschlossene Redebeiträge im Zusammenhang wiedergegeben wurden) ausführliche Aufzeichnungen zu all diesen Verhandlungen vorlagen, entsteht ein detailliertes und atmosphärisch dichtes Bild. Bemerkenswert sind seine Porträts von Arthur Neville Chamberlain als energisch und Hitler zum Zurückweichen drängend sowie von Franco und Pétain, die den Bündnisangeboten Hitlers nach seinem Sieg über Frankreich widerstanden.
Schmidts Erinnerungen, immer von dem Bemühen geprägt, „eine lebendige Beurteilung der Geschehnisse“ zu liefern, sind jedoch nicht unbedingt zuverlässig, wie Johann Wolfgang Brügel am Beispiel von Schmidts widersprüchlichen Angaben zu seiner Kenntnis über Hitlers vorübergehenden „Widerruf des Vormarschbefehls“ gegen Polen zeigt: „Paul Schmidt tat sich viel darauf zugute, dass er alles wahrheitsgemäss berichtet, aber diese Behauptung hält einer näheren Überprüfung nicht stand. Man muss nur sein Buch mit seinen Zeugenaussagen vor dem Nürnberger Gericht am 28. März 1946 vergleichen.“
In der Frage der Verortung Schmidts als Nationalsozialist meint der Historiker Marcus Pyka 2014 in seinem Nachwort zur Neuauflage von Schmidts Statist auf diplomatischer Bühne als E-Book, Schmidt habe sich „eine gewisse geistige Unabhängigkeit bewahrt“. Pyka beruft sich auf den jüdischen Exilanten Hans Jacob, der 1939 [...] in der Zeitschrift Neue Weltbühne geschrieben hatte, Schmidt sei „kein Nazi“. Er halte ihn politisch eher für „linksgerichtet“; 1932 habe Schmidt bei der Reichspräsidentenwahl „gegen Hitler und für Hindenburg gestimmt“.

## MemoirenDer Statist auf der Galerie
Mit den Nachfolgememoiren Der Statist auf der Galerie. 1945–50. Erlebnisse, Kommentare, Vergleiche von 1951 hat Schmidt eine „›Hybridform‹ von Lebens-, Berufs- und Geschichtsbericht vorgelegt, die vor dem Hintergrund der beruflichen Nähe zum Kern nationalsozialistischer Macht ein anschauliches Bild der Kriegs- und Nachkriegszeit aus persönlicher Perspektive entfaltet.“ Im Fokus steht die Behauptung einer deutschen Opferrolle – einerseits der „gegenüber Hitler als praktisch alleinigem Täter“, andererseits jener, einer „›Siegerjustiz‹ und eine[r] entsprechende[n] Herrschaft der Alliierten“ unterlegen zu sein. Auch ist die Darstellung wohl vom „Unmut“ über einen persönlichen Karrierebruch gefärbt, genauer darüber, „dass er von den Siegern 1945, denen er ja nicht gerade als Freund gegenübergestanden hatte, nicht mit offenen Armen aufgenommen worden ist“.
Schmidt zeigt sich als anekdotenreicher „potenter Rhetoriker“, der „seine manipulative Macht“ im Sinne „der zentralen These des ›linguistic turn‹, dass nämlich ‚›Sprache konstituiert, was unter Wirklichkeit verstanden wird, noch schärfer, was Wirklichkeit ist‹‘“, zur Geltung bringt. Diese Wirklichkeit kennzeichnet sich in der Nachkriegszeit in Bezug auf deutsche Verbrechen als „›beredte[s]‹ Schweigen“, als „eloquente[r] ›Thematisierungsverzicht‹“. Entsprechend findet sich auch in diesem Memoirenband keine Erwähnung des Holocaust, was als bewusste und entlastende „De-Thematisierung“ einzuordnen ist: „Schmidts mitunter geschwätzige Unterhaltsamkeit der Darstellung mag hier auch als eine Art ›Übertönen‹ wirken (sollen).“
Dieses Übertönen nimmt mitunter zynische Züge an. So berichtet Schmidt etwa: „Silvester aber feierte ich [als 1947 Internierter] in dem alten Konzentrationslager Dachau“, um im weiteren Verlauf in einer ironisierenden und zugleich die Brutalität nationalsozialistischer Lager verharmlosenden Vergeltungslogik zu schlussfolgern: „Es ist also keinerlei Grund zur Beunruhigung vorhanden, denn wenn es auch heute noch so etwas wie ein KZ gibt, so sind doch die Rollen vertauscht.“

## Schriften
- Statist auf diplomatischer Bühne 1923–1945. Erlebnisse des Chefdolmetschers im Auswärtigen Amt mit den Staatsmännern Europas. Von Stresemann und Briand bis Hitler, Chamberlain und Molotow. Athenäum, Bonn 1949. Bis 1984 erschienen 13 Auflagen, 2014 kam das Buch dann noch einmal ausschließlich als E-Book bei der Europäischen Verlagsanstalt in Hamburg heraus, mit einem neuen Nachwort von Marcus Pyka „Der Dolmetscher als 'Statist'? Paul Otto Schmidt und seine Memoiren“.
- Der Statist auf der Galerie 1945–50. Erlebnisse, Kommentare, Vergleiche. Athenäum, Bonn 1951.
- Sprachen lernen – warum? und wie? Athenäum, Bonn 1954.